# Puurs-Sint-Amands
Puurs-Sint-Amands è un comune belga di 26 218 abitanti istituito dal 1º gennaio 2019 dalla fusione dei comuni di Puurs e di Sint-Amands.

## Geografia fisica
Puurs-Sint-Amands, attraversato dalla Statale N16 e in prossimità dell'Autostrada A12, è situato a metà strada tra il porto di Anversa e l'aeroporto di Bruxelles-Zaventem e quindi strategico per le produzioni industriali.

## Monumenti e luoghi d'interesse
A Puurs sorge la Chiesa di San Pietro (Sint-Pieterskerk), sede del decanato del Piccolo Brabante (Klein-Brabant, formato dai comuni di Bornem e Puurs-Sint-Amands). Costruita nella prima metà del XII secolo in forme romaniche e rimaneggiata in forme gotiche nella prima metà del XIV secolo. La forma attuale, in pietra bianca, risale ai lavori effettuati tra il 1640 e il 1689. Dal 1974 Sint-Pieterskerk è stata riconosciuta monumento protetto.
La ferrovia a vapore Dendermonde-Puurs è una ferrovia turistica, attiva dal 1977, che collega Puurs con Dendermonde, della lunghezza di 14 km con lo scartamento ordinario di 1 435 mm.

## Economia
A Puurs ha sede la Pfizer Manufacturing Belgium NV, ramo di Pfizer Inc., specializzata nella produzione di vaccini, in particolare dal 2020 del vaccino anti COVID-19.
A Breendonk ha sede il birrificio Brouwerij Duvel Moortgat.
La zona di Kalfort è rinomata per la produzione di asparagi.

## Amministrazione

### Gemellaggi
- Dębica in Polonia

Nel novembre 2020 le autorità di Puurs-Sint-Amands hanno sospeso il gemellaggio con Dębica in quanto la città polacca il 17 settembre 2019 ha approvato la Carta dei Diritti della Famiglia che, secondo i belgi, discrimina la comunità LGBT.